# ヴァイオリンとチェロのための二重協奏曲 (ブラームス)
ヴァイオリンとチェロのための二重協奏曲 イ短調（ヴァイオリンとチェロのためのにじゅうきょうそうきょく イたんちょう、ドイツ語: Das Doppelkonzert a-Moll für Violine, Violoncello und Orchester） 作品102は、ヨハネス・ブラームスが1887年に作曲した、ヴァイオリンとチェロを独奏楽器とする二重協奏曲である。優れた独奏者でなければ演奏効果の上がらない難曲である。ブラームスの作曲した最後の管弦楽作品であり、その後ブラームスはピアノ曲や歌曲、室内楽曲の作曲に専念することになる。

## 作曲の経緯

### 作曲の動機
1886年に友人のチェリストであるロベルト・ハウスマンとともにチェロソナタ第2番を初演したブラームスは、ハウスマンからのリクエストもありチェロを独奏楽器とする協奏的作品を書くというアイデアを温めていた。しかしこれはチェロ協奏曲という形では実現せず、ヴァイオリンとチェロのための協奏曲という着想を得た。ブラームスは1887年7月24日にヨーゼフ・ヨアヒムに宛てた手紙に次のようにしたためている。
当時ブラームスは数十年来の友人であるヴァイオリニストのヨーゼフ・ヨアヒムと不仲となっていた。その原因は、ヨアヒムが妻アマーリエの不倫を疑い離婚したのちにブラームスがアマーリエに送った慰めの手紙が、ヨアヒムの離婚訴訟にアマーリエ側の証拠品として提出されたことだった。本作の作曲過程においてブラームスはヨアヒムに助言を求め、それを契機として二人は和解することになる。そのため、二重協奏曲の作曲が当初から和解を意図したものであったと言われていたものの、その証拠はなく結果論に過ぎないとも考えられる。
なおマックス・カルベックの伝記の記述をもとに、ブラームスはもともと交響曲第5番の構想を練っておりそれを転用したものが本作であるとも言われていたが、この説は現在では疑問視されている。

### 作曲から完成まで
スイスのトゥーン湖畔にあるホーフシュテッターに滞在中の1887年7月頃に作曲に着手した。これには前年に同地でヴァイオリンソナタ第2番、チェロソナタ第2番、ピアノ三重奏曲第3番という弦楽器を活用した作品を書いた経験が影響しているという見立てもある。作曲に当たってはヨアヒム、ハウスマン、クララ・シューマン、エリーザベト・フォン・ヘルツォーゲンベルクら親しい友人たちの助言を求め、8月初旬に完成した。
本作はブラームスの以前の協奏曲（ピアノ協奏曲第2番、ヴァイオリン協奏曲）が下地となっているほか、ヴォルフガング・アマデウス・モーツァルトのフルートとハープのための協奏曲、ルートヴィヒ・ヴァン・ベートーヴェンの三重協奏曲、そしてバロック音楽時代における合奏協奏曲といった先例の影響が指摘されている。

## 初演と評価
1887年9月にドイツのバーデン＝バーデンのリヒテンタールに近いクララ・シューマンの邸宅で、ヨアヒムとハウスマン、ブラームスのピアノによる試演が行われた後、10月18日にケルンのギュルツェニヒザールで2人の独奏、ブラームスの指揮によりオーケストラで自筆稿のまま正式に行われた。初演は成功したものの、批評家のエドゥアルト・ハンスリックはこの編成で協奏曲を作曲したことに批判的であった。またクララ・シューマンも本作には好意的ではなく、日記に次のように書いている。
一方で、ヨーゼフ・ヨアヒムは本作をヴァイオリン協奏曲よりも高く評価している。

## 出版
1888年8月31日に、楽譜の出版のために弦楽のパート譜（最終稿）をジムロック社に渡し、その校正した楽譜を9月の試演に間に合わせるよう依頼している。2月16日には独奏譜とピアノ・スコアの草稿が送られ、3月頃にオーケストラ総譜も送っている。総譜とパート譜は1888年6月に、ピアノ・スコアは1888年5月にそれぞれ出版されている。

## 編成
- 独奏ヴァイオリン、独奏チェロ
- 管楽器:フルート2、オーボエ2、クラリネット2、ファゴット2
- 金管楽器:ホルン4、トランペット2
- 弦五部:第1・第2ヴァイオリン、ヴィオラ、チェロ、コントラバス
- その他:ティンパニ

## 演奏時間
約35分（各楽章、18分、8分、9分）
ブラームスの協奏曲では最も短い。

## 曲の構成
全3楽章から構成される。

### 第1楽章 アレグロ (Allegro)
イ短調、4分の4拍子、協奏風ソナタ形式。
管弦楽による力強い第1主題の短い断片で開始する。すぐチェロがカデンツァ風に登場し、ヴァイオリンも同様に演奏に加わった後、全合奏による主題提示部が開始し正式に2つの主題が提示される。その後は型通り独奏提示部が始まり、ソリが再び演奏を始める。展開部は少し長めで2つの部分にわけられる。再現部を経て結尾では曲は基調に変わり、第1主題で開始し、これを第2展開風に少し扱ってから、強くイ短調で曲を終える。

### 第2楽章 アンダンテ (Andante)
ニ長調、4分の3拍子、複合3部形式。
伸びやかなホルンで開始し、管楽器がこだまのように受ける。弦楽の伴奏に乗って、独奏ヴァイオリンとチェロが主題を奏する。中間部では木管だけの原色的な純粋な色彩で始まる。再示部では交響曲第3番の第3楽章のように、中間部の主題も少し扱う。

### 第3楽章 ヴィヴァーチェ・ノン・トロッポ (Vivace non troppo)
イ短調、4分の2拍子、ソナタ形式。
独奏チェロにより軽快に主題が提示される。ヴァイオリンがこれを繰り返した後、曲は若干テンポを落として短い経過的な部分を過ぎ、再度テンポを戻してクレッシェンドし、フォルティッシモに達すると管弦楽が勇壮に、先の主題を反復する。副次主題は独奏群に主にゆだねられる。展開部は短く、すぐに再現部が来る。結尾はイ長調で力強く終える。

## 逸話
- ブラームスは後に「一風変わった、気まぐれなもの」と語っている。
- クララ・シューマンは「この協奏曲はある意味で和解の曲です。ヨアヒムとブラームスは長い疎遠のあとで、またお互いに話をするようになった」と日記に書いている。
- カザルス・トリオのメンバーであるジャック・ティボーとパブロ・カザルスがソロを務め、アルフレッド・コルトーが指揮をしたものが最古の録音である。
- ヴィルヘルム・フルトヴェングラー指揮で、ソリストにイェフディ・メニューインとカザルスを配した録音の計画が進んでいたが、実現しなかった。